# Христо Нейков (революционер)
 Тази статия е за воденския деец на ВМОРО.  За софийския художник вижте Христо Нейков.  
Христо Нейков е български общественик и революционер, деец на Вътрешната македоно-одринска революционна организация.

## Биография
Христо Нейков е роден във воденското село Църковяни, тогава в Османската империя, днес в Гърция. Завършва гръцка прогимназия и овладява добре гръцки език. Влиза във ВМОРО. Заедно с Кирил Пърличев издава във Воден нелегалния революционен вестник „Борец“.
Завършва педагогическия курс при Солунската българска мъжка гимназия и следва педагогия в Загребския университет.
Като учител в Скопие, участващ в революционното движение, събужда подозрения у турската власт, която през октомври 1901 година, въз основа на полицейски рапорт, изпраща искане до българската митрополия да бъде уволнен от учителската длъжност, както и Тодор Паскалев, Никола Янишлиев и Люба Кюпева.
Назначен е за главен български училищен инспектор във Воден. След Младотурската революция в 1908 година става деец на Съюза на българските конституционни клубове и е избран за делегат на неговия Учредителен конгрес от Воден.
От 1908 до 1910 година преподава в Солунската българска девическа гимназия.
При избухването на Балканската война на 5 октомври 1912 г., на 7 октомври е арестуван във Воден заедно с Тома Николов и други видни българи – учители и свещеници от града и селата и е затворен в Солун до 22 октомври. Тома Николов го определя като „голям родолюбец и човек с любвеобвилно сърце“. След като Воден е овладян от гръцки части и Янина пада в гръцки ръце, Нейков е екстерниран от гръцката власт в Дойран, който е в българската окупационна зона.
След Междусъюзническата война Нейков участва в опита за уния, направен от Националния съюз през октомври 1913 година.
Нейков умира преди 1918 година.